# Naratsch
Der Naratsch (belarussisch Нарач, russisch Нарочь Narotsch) ist der größte See von Belarus und ein gleichnamiger Ort an dessen Ufer im Norden des Landes in der Minskaja Woblasz. Im März 1916 fand hier die Schlacht am Naratsch-See statt. Bis 1939 war Naratsch (polnisch Narocz) der größte See Polens.

## Lage
Der See liegt inmitten einer wald- und moorreichen Landschaft und ist das Hauptziel des inländischen Fremdenverkehrs in Belarus. In seiner Nachbarschaft finden sich Gästehäuser, Gastronomie, Datschenkolonien und Hotels. Der See wird über den Fluss Naratsch entwässert, der zum Einzugsgebiet der Memel gehört.

## Umsiedlungsprojekte
Am Südufer des Sees liegt die Gemeinde Sanaratsch, zu der unter anderem das Dorf Stachowzy gehört. Auf der Höhe zwischen Stachowzy und Sanaratsch ist seit Mitte der 1990er Jahre die Siedlung Druschnaja entstanden. Umsiedler aus dem radioaktiv kontaminierten Süden von Belarus haben hier, unterstützt durch belarussische Studenten und Workcampteilnehmer aus Deutschland Häuser in Lehm-Stroh- bzw. Lehm-Holzhäcksel-Bauweise errichtet. Initiiert wurde dieses Projekt durch Irmgard und Dietrich von Bodelschwingh sowie durch den von ihnen gegründeten gemeinnützigen Verein Heim-statt Tschernobyl e. V. Mit Spenden und öffentlichen Zuschüssen aus Deutschland wurde der Bau zweier Windkraftanlagen unweit des Dorfes finanziert: der bislang einzigen in Belarus. Außerdem wurden in Sanaratsch eine orthodoxe Kirche und ein Ärztehaus errichtet. 2005 wurde mit dem Bau eines Ambulatoriums begonnen, das das erste Niedrigenergiehaus in Belarus sein wird.

## Ökologische Wirtschaft

### Windkraft

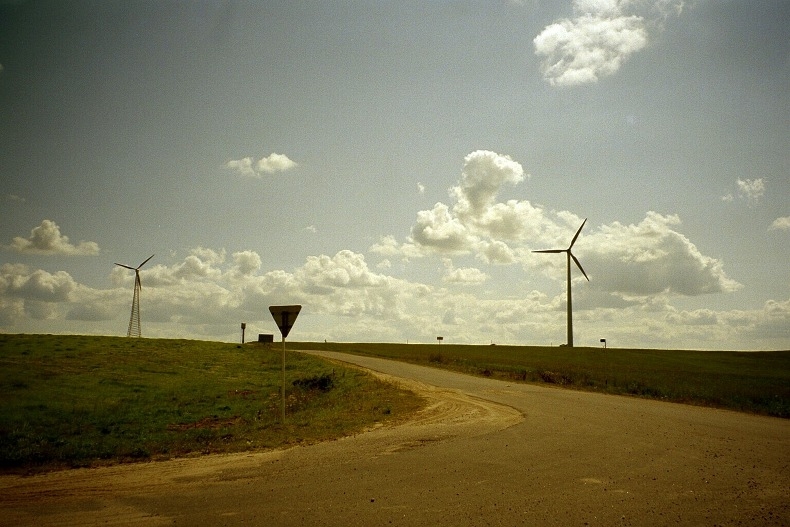
Windräder bei Druschnaja oberhalb des Naratsch-Sees

In den Jahren 2000 bis 2002 hat Heim-statt Tschernobyl oberhalb des Naratsch-Sees nahe der Siedlung Druschnaja zwei Windräder mit 250 und 600 kW Nennleistung errichtet sowie eine Fotovoltaikanlage auf dem Dach der Werkstatt in Druschnaja. Die beiden Windräder produzieren im Jahresdurchschnitt knapp 1,3 Millionen Kilowattstunden, das entspricht einem Strombedarf von 600 bis 700 belarussischen Haushalten. Der erzeugte Strom wird zum Verkauf in das öffentliche Netz eingespeist. Mit dem zweckgebundenen Erlös finanziert die belarussische Partnerorganisation ÖkoDom („Internationaler Gemeinnützig-gesellschaftlicher Verein ÖkoDom“) weitere Projekte für strahlengeschädigte Familien.

### Schilf
Seit 2003 wird das Schilf des Naratsch-Sees und weiterer Seen im Kreis Mjadel im Winter, wenn das Eis fest genug und tragfähig ist, geerntet. Die Schilfernte erfolgte bis 2004 von Hand. Seit dem Winter 2005 wird eine Schilferntemaschine eingesetzt. Das geerntete Schilf wird zu maximal 5 cm starken Schilfmatten verarbeitet.

Dazu wird nun schon seit mehreren Jahren eine Schilfplatten-Knüpfmaschine der Fa. Sterflinger eingesetzt. Nachdem die Firma aus Süddeutschland ihre Schilfplattenproduktion aufgab, hat sie Heim-statt Tschernobyl (bzw. ÖkoDom) eine gut erhaltene Schilfplatten-Knüpfmaschine geschenkt. Die Maschine wurde nach dem Transport nach Belarus dort wieder aufgebaut.
Verwendet werden die Schilfmatten als Dämmmaterial für Wände und Dächer beim Bau weiterer Häuser für Umsiedler in Staryj Lepel (am Lepeler See) sowie beim Bau des Ambulatoriums in Sanaratsch; sie werden aber auch exportiert. Die Nutzung des Schilfs als ökologisches, energiesparendes Baumaterial bietet nicht nur Arbeitsplätze bei seiner Ernte und Verarbeitung, sondern beugt zugleich einer Verschlechterung der Wasserqualität der Seen vor.

## Bildergalerie

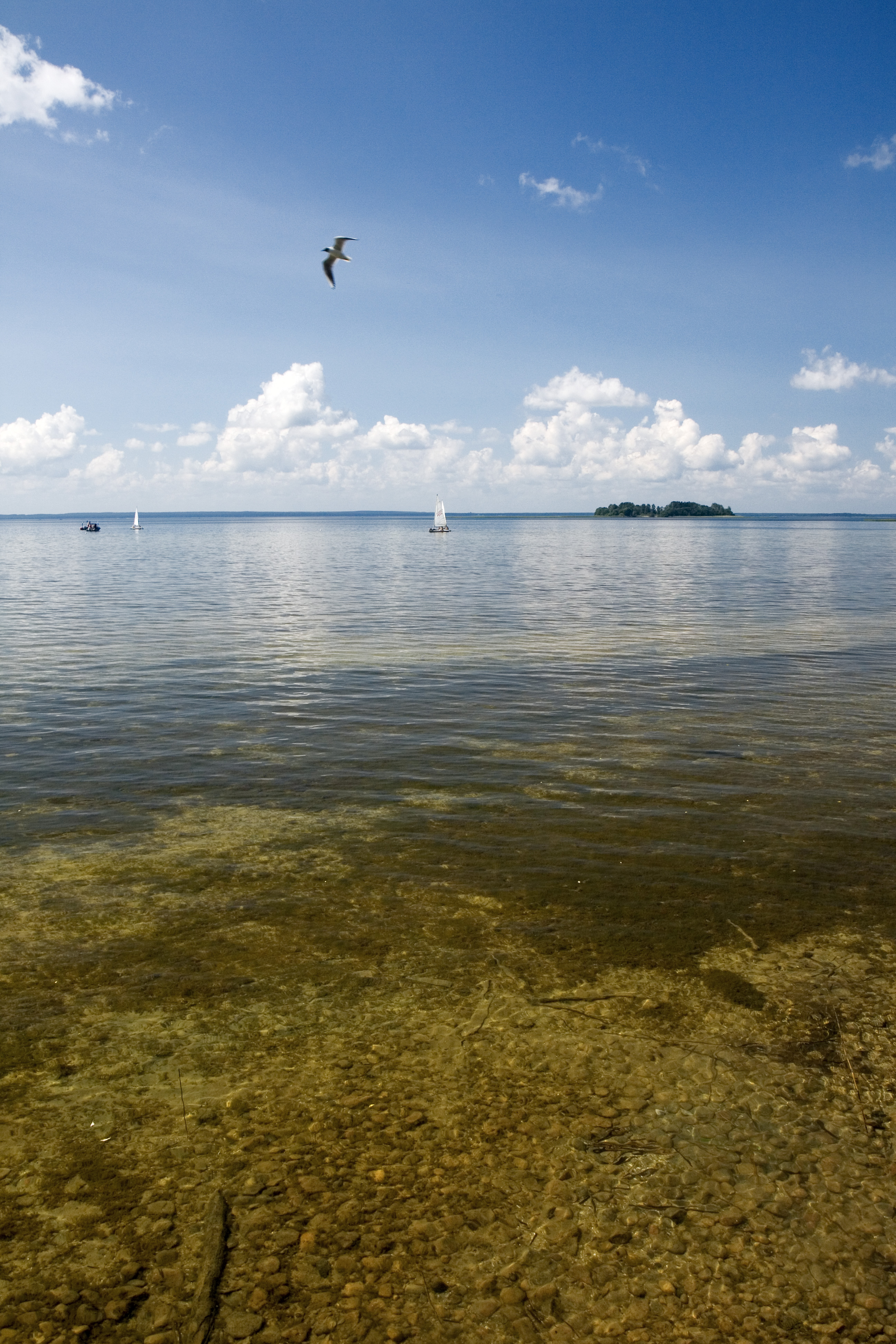
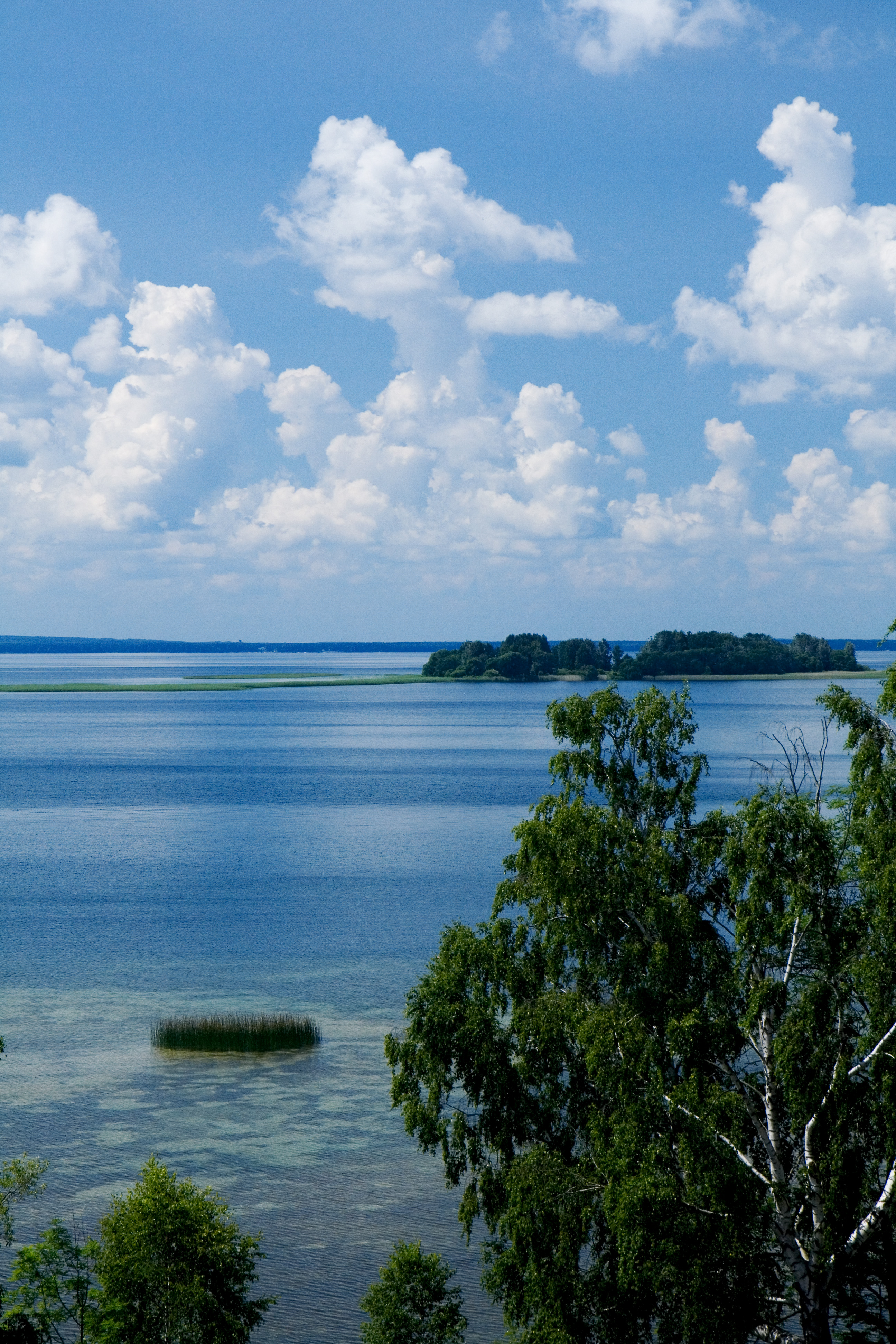
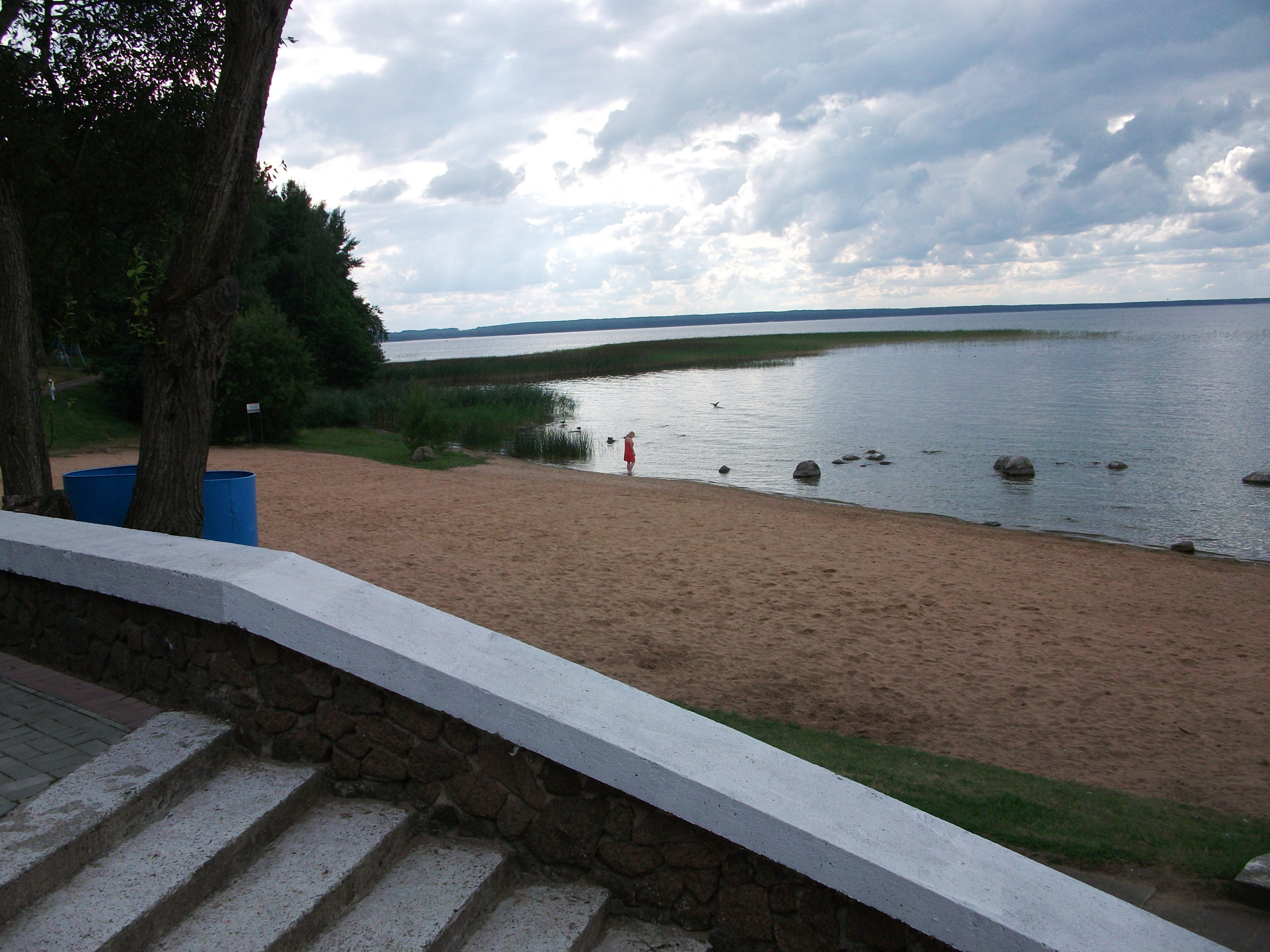
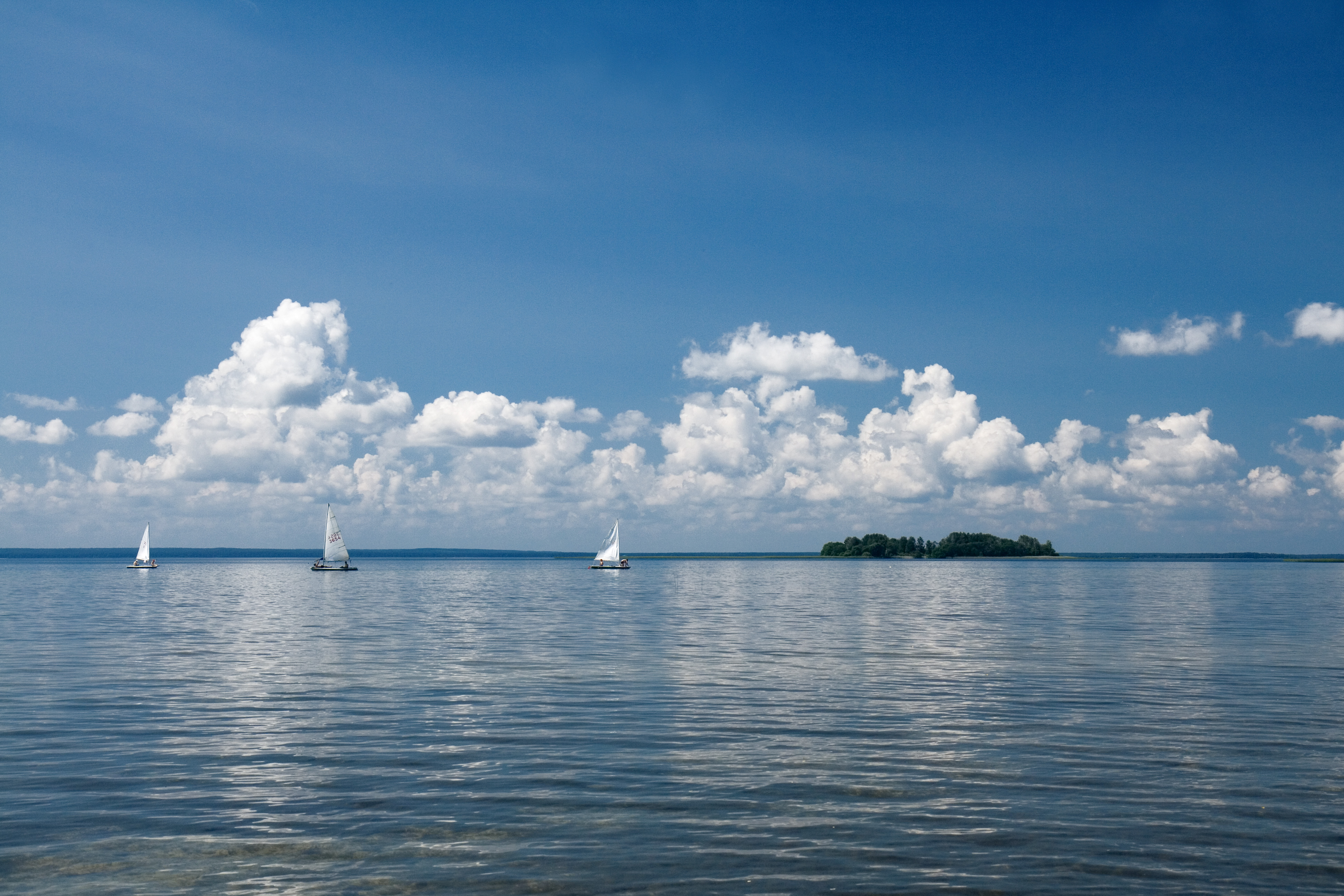
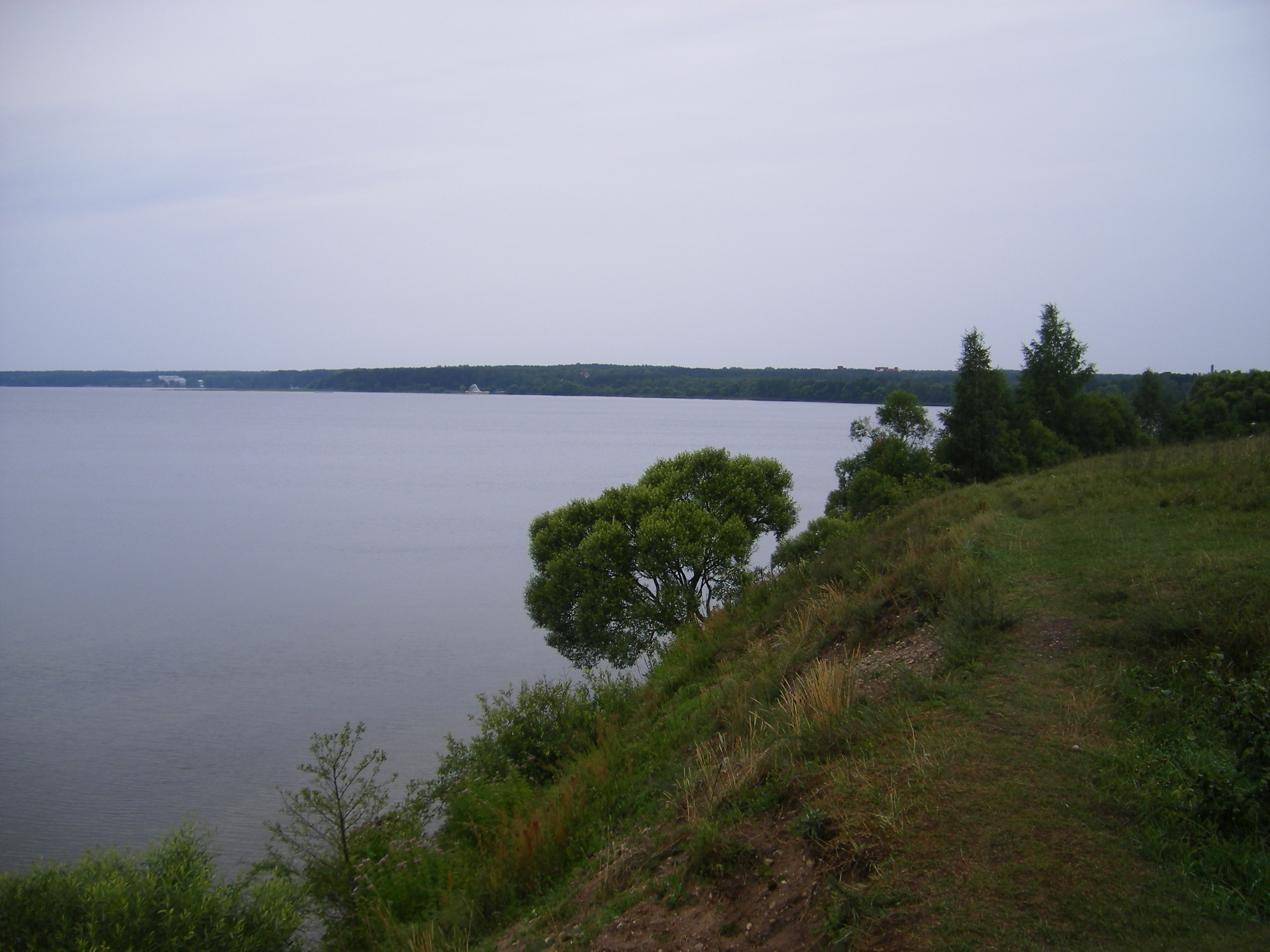
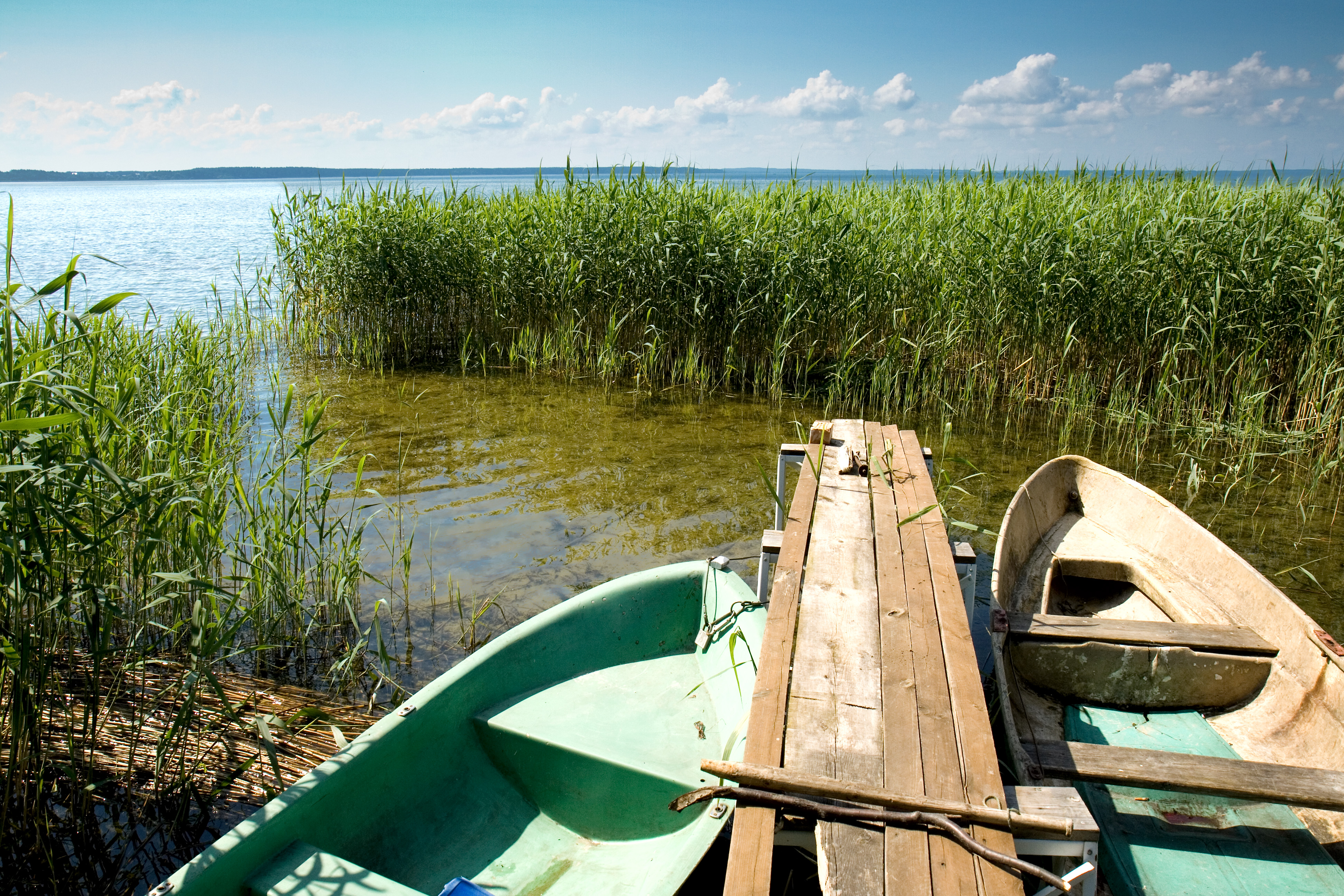